# Ascális
Os ascális (também grafado como estrangeirismos ashkalis, aškalije, haškalije, hashkali)  são uma minoria étnica de língua albanesa e religião islâmica que habita tradicionalmente no Kosovo. Embora de possível origem cigana, segundo a sua própria tradição seriam procedentes da Pérsia.
Durante a Guerra do Kosovo muitos ascális e egipcianos fugiram para campos de refugiados na Albânia e na República da Macedónia, tendo parte regressado ao Kosovo nos anos seguintes, onde são objeto de marginalização e discriminação nas áreas da educação, da proteção social, dos cuidados de saúde e da habitação.
Eles são uma minoria reconhecida, de língua albanesa, que vive sobretudo no Kosovo. São por vezes considrados como ciganos albanisados, mas não se consideram como tal. Antes da Guerra do Kosovo de 1999, os ascális registravam-se como albaneses. Atualmente os ascális e os "egípcios dos Balcãs" constituem dois grupos diferentes, embora partilhem a cultura, tradicões e língua (albanês).
Durante a Guerra do Kosovo, muitos foram refugiados na Albânia, Sérvia e na República da Macedónia, e em países da Europa ocidental como a Alemanha ou a França. A identidade "ascáli" começou a ser afirmada a partir de 1999, enfatizando as suas simpatias pró-albanesas e distinguindo-se dos Roma (ciganos).

## História
Os ascális são classificados como uma "nova identidade étnica nos Balcãs", formada nos anos 90.
O nome "ascáli" vem da raiz turca As (Has). Era inicialmente aplicado aos Roma sedentários que se estabeleceram nas zonas albanesas durante o Império Otomano. Os ascális falavam albanês como a sua primeira língua e frequentemente trabalhavam como ferreiros, ou então como trabalhadores rurais nas grandes propriedades otomanas, e habitavam sobretudo o Kosovo central e oriental. Os ascális afirmam serem originários da Pérsia, no século IV a.C. (Ashkal, Gilan, no Irão); no entanto, há outras teorias, segundo as quais os ascális terão vindo de uma aldeia turca chamada Aşkale (no distrito de Erzurum), ou há muito tempo da Palestina, da cidade de Ascalão (atualmente em Israel). Outros acreditam que são viajantes do norte da Índia (Romani) que adotaram a língua albanesa.
Tal como a maioria dos ciganos do Kosovo, muitos refugiados ascális foram para a Sérvia e para o Montenegro. O primeiro partido ascáli (Partido Democrático dos Ascális Albaneses do Kosovo) foi fundado em 2000 por Sabit Rrahmani, defendendo a independência do Kosovo.
No Kosovo, os ascális estiveram alinhados com os albaneses antes, durante e após as guerra. No entanto, há notícias de expulsões de ascális da região, tal como ocorreu com os ciganos.

## População

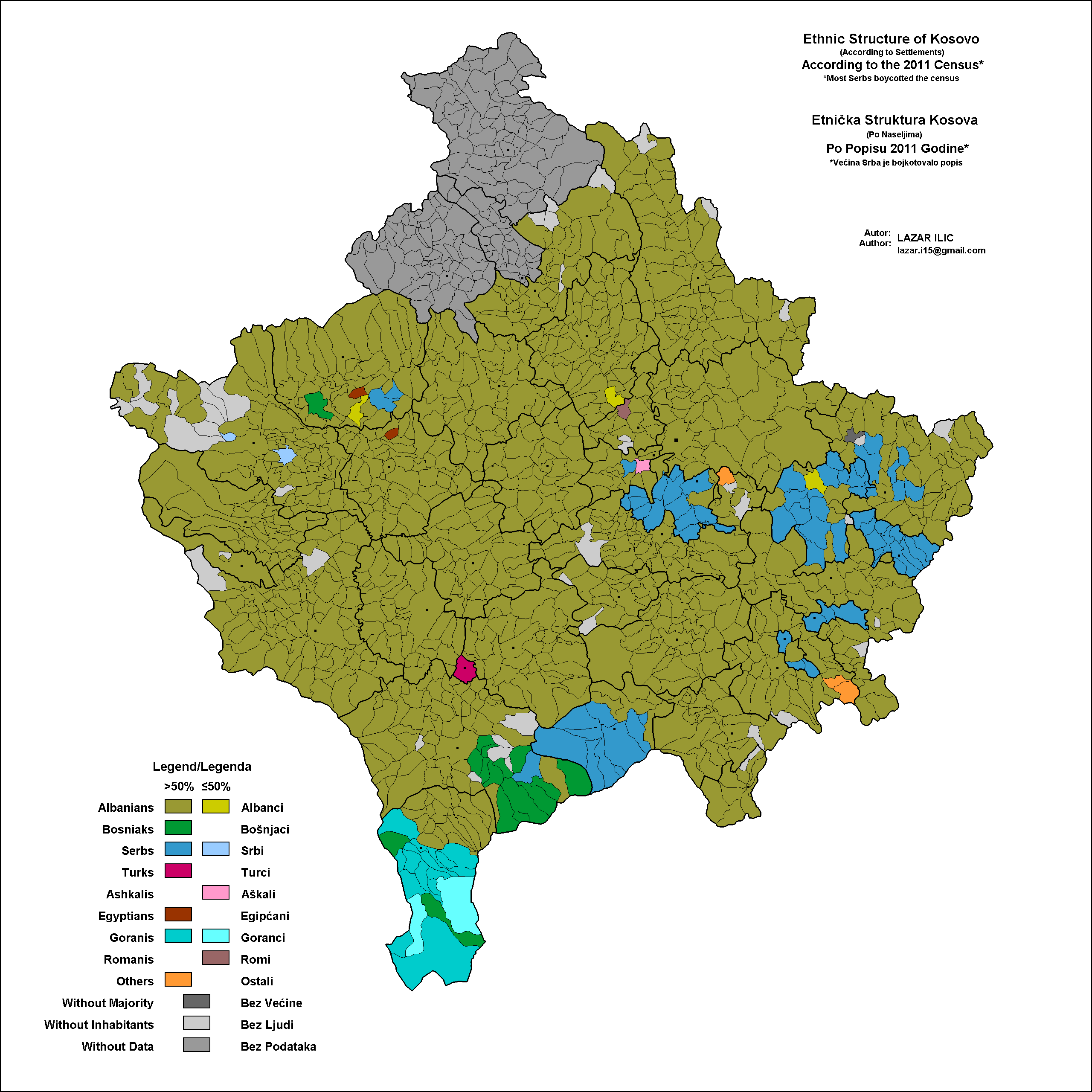
Mapa étnico do Kosovo.

A maioria dos ascális vivem no Kosovo e na República da Macedónia, mas também vivem alguns na Albânia, na Sérvia e no Montenegro.
Os ascális são predominantes nas regiões central e oriental do Kosovo: Ferizaj, Kosovo Polje and Lipljan. As comunidade ascáli e egípcia tinham 98% de desemprego em 2009.
De acordo com o recenseamento kosovar de 2011, os ascális são a demografia mais numerosa na localidade de Bresje, Kosovo Polje (2.785 habitantes no total de 5.526).

## Política
No Kosovo, os ascális são representados por partidos como o Partido Democrático Ascáli do Kosovo (atual nome do Partido Democrático dos Ascális Albaneses do Kosovo) e o Partido Ascáli para a Integração.
A Constituição do Kosovo reserva um lugar no parlamento para os ascális, e mais um lugar para o partido que tenha tido mais votos no conjunto das comunidades egípcia, roma e ascáli. Nas eleições de 2017, o Partido Democrático Ascáli do Kosovo e o Partido Ascáli para a Integração elegeram um deputado cada, com 2.424 e 2.107 votos, respetivamente.

## Relação entre os romas, ascális e egípcios
Há uma série de disputas identitárias entre os roma, os egípcios e os ascális, sendo as várias comunidades frequentemente vistas pelo resto da população como sendo todos "ciganos". Os roma consideram os egípcios e os ascális como sendo minorias artificiais, promovidas com o intuito de dividir a comunidade roma; também os egípcios tendem a considerar os ascális  como sendo egípcios que, sob influência albanesa, teriam passado a afirmar-se como uma etnia distinta. As organizações internacionais operando nos Balcãs frequentemente procuram evitar a controvérsia recorrendo a expressões como "romas, ascális e egípcios".

## Cultura
Não há canais de televisão ou de rádio dedicados a audiências das minorias ascáli ou egípcia.